# Belciades siitanae
Belciades siitanae är en fjärilsart som beskrevs av Remm 1983. Belciades siitanae ingår i släktet Belciades och familjen nattflyn. Inga underarter finns listade i Catalogue of Life.